# South Australian State League 1
La South Australian State League 1, è la seconda divisione del campionato di calcio semiprofessionistico dell'Australia Meridionale e per importanza, quarto in totale nella graduatoria nazionale. Viene organizzato da Football South Australia (FSA).

## Formato
La State League 1, è stata introdotta nel 2013 nel sistema calcistico semi-professionale dell'Australia meridionale come seconda divisione. Originariamente esisteva un'omonima la competizione, la State League, ovvero la terza divisione del campionato dell'Australia meridionale dal 2005 al 2012.
A partire dalla stagione 2016, la competizione a subito un ribassamento da 16 a 12 squadre, come parte di una ristrutturazione del formato del campionato, passando da un sistema a 2 livelli a un sistema a 3 livelli, che ha previsto l'introduzione di una nuova terza divisione, denominata State League 2.
Dal 2025, con la riforma del sistema calcistico australiano, la State League 1 è stata declassata dal terzo al quarto livello nazionale.

## Squadre
Stagione 2025.
- Adelaide B. E.
- Adelaide Cobras
- Adelaide Olympic
- Fulham United
- Cumberland Utd
- Pontian Eagles
- Salisbury Utd
- South Adelaide Panthers
- Sturt Lions
- The Cove
- Vipers
- West Adelaide

## Albo d'oro
| Stagione | Vincitore               | Altre promozioni        |
| -------- | ----------------------- | ----------------------- |
| 2013     | West Adelaide           | South Adelaide Panthers |
| 2014     | Port Adelaide           | Modbury Jets            |
| 2015     | Adelaide Utd U21        | Adelaide Olympic        |
| 2016     | Cumberland Utd          | Para Hills Knights      |
| 2017     | South Adelaide Panthers | Sturt Lions             |
| 2018     | Adelaide B. E.          | Adelaide Raiders        |
| 2019     | Modbury Jets            | Cumberland Utd          |
| 2020     | South Adelaide Panthers | Sturt Lions             |
| 2021     | West Torrens Birkalla   | White City              |
| 2022     | Modbury Jets            | West Adelaide           |
| 2023     | Adelaide Raiders        | Para Hills Knights      |
| 2024     | Playford City           | West Torrens Birkalla   |